# Enfant, ne pleure pas
Enfant, ne pleure pas (titre original en anglais : Weep Not, Child) est le premier roman de l'auteur kenyan Ngũgĩ wa Thiong'o. Le roman fut le premier roman en anglais à être écrit par un est-africain. L'auteur a publié le livre en 1964 sous le nom de James Ngugi.
Le livre est divisé en deux parties et en dix-huit chapitres. La première partie traite principalement de l'éducation de Njoroge, le personnage principal, tandis que la deuxième partie parle des mouvements révolutionnaires anticolonialistes au Kenya et des tensions entre les Kényans et les colons.

## Contexte
Weep Not, Child se déroule dans un village de Gikuyu au Kenya pendant la période  1952-1960, une période tumultueuse et violente, fortement marqué par un contexte mondial anticolonialiste, qui mènera finalement à l'indépendance du Kenya. Le roman fut le premier roman en anglais à être publié par un Africain de l'Est,,,,. Ngũgĩ a écrit le roman alors qu'il était étudiant à l'Université Makerere.

## Résumé
Njoroge, un jeune Kényan, est envoyé à l'école par sa mère. Il est le premier de sa famille à aller à l'école. Sa famille vit sur la terre de Jacobo, un Africain enrichi grâce à ses relations avec les colons blancs, et plus précisément avec M. Howlands, le propriétaire foncier le plus puissant de la région. Le frère de Njoroge, Kamau, travaille comme apprenti chez un charpentier, tandis que Boro, le fils le plus âgé encore en vie, est perturbé par ce qu'il a vécu durant son service militaire forcé pendant la Seconde Guerre mondiale, et notamment par la mort de son frère aîné. Ngotho, le père de Njoroge est un homme respecté dans la région. Il s'occupe des récoltes de M. Howlands, mais est plus motivé par son envie de préserver ses terres ancestrales que par fidélité envers M. Howlands.
Un jour, les travailleurs noirs appellent à la grève pour obtenir des salaires plus élevés. Ngotho ne sait pas s'il va participer à la grève car il craint de perdre son emploi. Finalement, il décide de se rendre au rassemblement, contre l'avis de ses deux femmes. Les manifestants exigent des salaires plus élevés et la tension monte. L'inspecteur de police, un homme blanc, amène Jacobo au rassemblement afin de pacifier les autochtones. Jacobo tente de mettre un terme à la grève mais Ngotho attaque Jacobo, ce qui provoque une émeute pendant laquelle deux personnes sont tuées. Jacobo survit et jure de se venger. Ngotho perd son emploi et la famille de Njoroge est obligée de déménager. Les frères de Njoroge financent ses études et semblent perdre le respect de leur père.

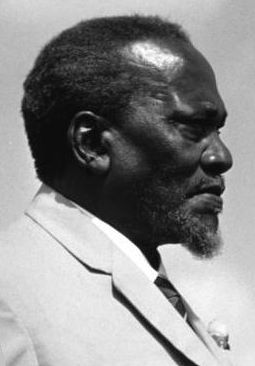
Jomo Kenyatta, l'un des principaux acteurs de l'indépendance du Kenya

Pendant un certain temps, l'attention de tout le monde est concentrée sur le procès à venir de Jomo Kenyatta - un chef admiré du mouvement pour l'indépendance du Kenya. Beaucoup de Noirs pensent qu'il va apporter l'indépendance du Kenya mais Jomo perd le procès et est emprisonné, ce qui amène  de nouvelles protestations et une plus grande répression contre la population noire.
Jacobo et  M. Howlands luttent contre le Mau Mau, un mouvement insurrectionnel qui aspire à l'indépendance économique, politique et culturelle du Kenya. Jacobo accuse à tort Ngotho d'être le chef des Mau Mau et veut faire d'emprisonner toute sa famille. Pendant ce temps, la situation dans le pays se détériore et six hommes noirs sont sortis de leurs maisons et exécutés dans les bois.
Un jour, Njoroge rencontre à nouveau Mwihaki, la fille de Jacobo, qui est revenue du pensionnat. Bien que Njoroge ait prévu de l'éviter en raison du conflit entre leurs pères, il se rend compte que ce dernier n'a pas affecté leur amitié. Njoroge réussit un examen important qui lui permet de passer au lycée. Son village est fier de lui et recueille de l'argent pour payer les frais de scolarité de Njoroge.
Plusieurs mois plus tard, Jacobo est assassiné dans son bureau par un membre du Mau Mau. M. Howlands interroge alors Njoroge. Njoroge et son père sont brutalement battus avant leur libération, laissant Ngotho à moitié mort. Bien qu'il ne semble pas y avoir de lien entre la famille de Njoroge et le meurtre, il est finalement révélé que les frères de Njoroge sont à l'origine de l'assassinat et que Boro est le véritable chef des Mau Mau. Ngotho meurt de ses blessures et Njoroge découvre que son père protégeait ses frères. Kamau est alors emprisonné à vie et seuls Njoroge et les deux veuves de son père restent libres. Njoroge craint de ne pas pouvoir joindre les deux bouts; il abandonne l'espoir de continuer sa scolarité et perd la foi en Dieu.
Njoroge demande à Mwihaki de l'aider à surmonter cette situation, mais elle est en colère à cause de la mort de son père. Lorsque Njoroge  lui avoue son amour, elle refuse de partir avec lui car elle doit s'occuper de sa mère. Njoroge décide de quitter la ville et tente de se suicider; cependant, il échoue lorsque sa mère le trouve avant qu'il ne puisse se pendre. Le roman se termine sur Njoroge, impuissant et désespéré.

## Personnages
- Njoroge : le personnage principal du livre dont le principal objectif tout au long du livre est de devenir aussi instruit que possible.
- Ngotho : le père de Njoroge. Il travaille pour Mr.Howlands. Il attaque Jacobo lors d'une grève des travailleurs, ce qui amène à son licenciement. Sa famille est obligée de déménager dans une autre partie du pays. .
- Nyokabi et Njeri : les deux épouses de Ngotho. Njeri est la première épouse de Ngotho et la mère de Boro, Kamau et Kori. Nyokabi est sa deuxième épouse et la mère de Njoroge et Mwangi.
- Njoroge a quatre frères: Boro, Kamau, Kori et Mwangi (qui est le seul frère de Njoroge à ne pas être son demi-frère, décédé pendant la Seconde Guerre mondiale ).
- Boro : Fils de Njeri qui se bat pour les Britanniques pendant la Seconde Guerre mondiale. Au retour, sa colère contre les Britanniques est amplifiée par l'occupation britannique au Kenya. La colère et la position de Boro, qui est le fils aîné, le conduisent à remettre en question et à ridiculiser Ngotho, ce qui finit par vaincre la volonté de leur père (en réalisant que sa vie avait été gaspillée à attendre et à ne pas agir). Il est finalement révélé que Boro est le chef des Mau Mau et assassine Mr.Howlands. Il est arrêté par la police immédiatement après et devrait être exécuté à la fin du livre. Il est fort probable que  Boro ai également tué Jacobo.
- Mwihaki : la meilleure amie de Njoroge. Elle est la fille de Jacobo. Lorsqu'il est révélé que la famille  de Njoroge a tué Jacobo, Mwihaki prend ses distances avec Njoroge, demandant du temps pour pleurer son père et prendre soin de sa mère.
- Jacobo : le père de Mwikaki et un important propriétaire terrien.
- M. Howlands : Un Anglais blanc installé au Kenya et possédant une ferme composée de terres qui appartenaient à l'origine aux ancêtres de Ngotho. Howlands a trois enfants: Peter, décédé pendant la Seconde Guerre mondiale avant le début du livre, une fille qui devient missionnaire et Stephen qui rencontre Njoroge au lycée.

## Thèmes
Les romans de Thiong'o, en général, traitent des relations entre les Africains et les colons britanniques en Afrique et critiquent fortement la domination coloniale britannique. Weep Not, Child parle plus précisément de la révolte des Mau Mau  et de la "dépossession déconcertante d'un peuple entier de sa terre ancestrale",.
Weep Not, Child utilise la mythologie Gikuyu et l'idéologie du nationalisme qui sert de catalyseur pour une grande partie de l'action du roman. Le roman explore les aspects négatifs du colonialisme et de l' impérialisme. L'envie de Njoroge d'aller à l'université est barrée à la fois par la violence des rebelles Mau Mau et par la réponse violente du gouvernement colonial, amenant une forte déception chez Njoroge. Cette déception mène à sa tentative de suicide.
Le roman s'interroge également sur la pertinence d'attendre éternellement des sauveurs et le salut plus tôt que d'agir. Jomo Kenyatta, le premier Premier ministre du Kenya, est immortalisé dans Weep Not, Child . L'auteur dit: "Jomo était son espoir (celui de Ngotho). Ngotho avait fini par penser que c'était Jomo qui chasserait l'homme blanc. Pour lui, Jomo représentait la coutume et les traditions purifiées par la grâce de l'apprentissage et de beaucoup de voyages. "  Njoroge en vient à considérer Jomo comme un messie qui gagnera la lutte contre les puissances coloniales.